# Klyvning (psykisk försvarsmekanism)
Klyvning, eller splitting, är en primitiv psykologisk försvarsmekanism som innebär att tänkandet blir svart-vitt eller "allt-eller-inget". 
Genom klyvning hålls upplevelser och känslor som är i konflikt med varandra isär. Istället för att det personliga medvetandet skapar en helhetsbild av både positiva och negativa intryck eller tankar om något eller någon. Tankar och känslor i konflikt har endast växelvis tillträde till medvetandet.
Klyvning/splitting ligger nära försvarsmekanismen dissociation, och det diskuteras om det handlar om samma typ av psykiskt försvar. Ibland säger man splittring när man menar splitting, men ordet splittring kan också användas för att beskriva ett mer omfattande bruk av klyvningsbaserade försvar.

## Namn
Klyvning kallas även splitting, efter engelskan. Termen splitting har fått sin senaste definition av psykoanalytikern Otto Kernberg.

## I spädbarnsutveckling
Klyvning, eller den paranoida/schizoida positionen, är det nyfödda barnets första försvar mot det obehag som världen innebär i kontrast till livmodern.
Med sin ännu långt ifrån färdigutvecklade hjärna klarar inte det nyfödda barnet att se objekten som innehållande både gott och ont samtidigt, det vill säga potentiell lust och olust. Barnet, som av reflex vill tillbaka till livmoderns homeostas, klamrar sig fast psykologiskt vid de lustkänslor som uppstår i samband med behovsuppfyllelsen vårdnadshavaren ger med sin kroppsvärme, flaska och/eller bröstet. Allt obehag evakueras till omvärlden och när barnet blir frustrerat, gråter och skriker kan det uppleva sig attackerat av objekt från utsidan. Därav ordet "paranoid" i paranoid/schizoid position.
Så småningom inser barnet att gott och ont kan existera i samma objekt, ett tillstånd Melanie Klein kallade den depressiva positionen. Depressiv på grund av förlusten av det alltigenom goda objektet.
Även om spädbarn går igenom dessa positioner likt utvecklingspsykologiska faser, så skiftar vi ändå resten av livet mellan dessa två positioner. Vissa av våra kulturella aktiviteter och företeelser präglas av idealisering och/eller problematisering, det vill säga den paranoida/schizoida positionen. Ett exempel kan vara politisk demonstration, där det egna partiet idealiseras och de andra problematiseras. Exempel på aktiviteter som präglas av den depressiva positionen är utbildning och forskning där man vill undvika idealisering så mycket som möjligt.

## Hos vuxna
Splitting är vanligt vid emotionellt instabilt personlighetssyndrom och narcissistiskt personlighetssyndrom.